# Enciclopedia Libre

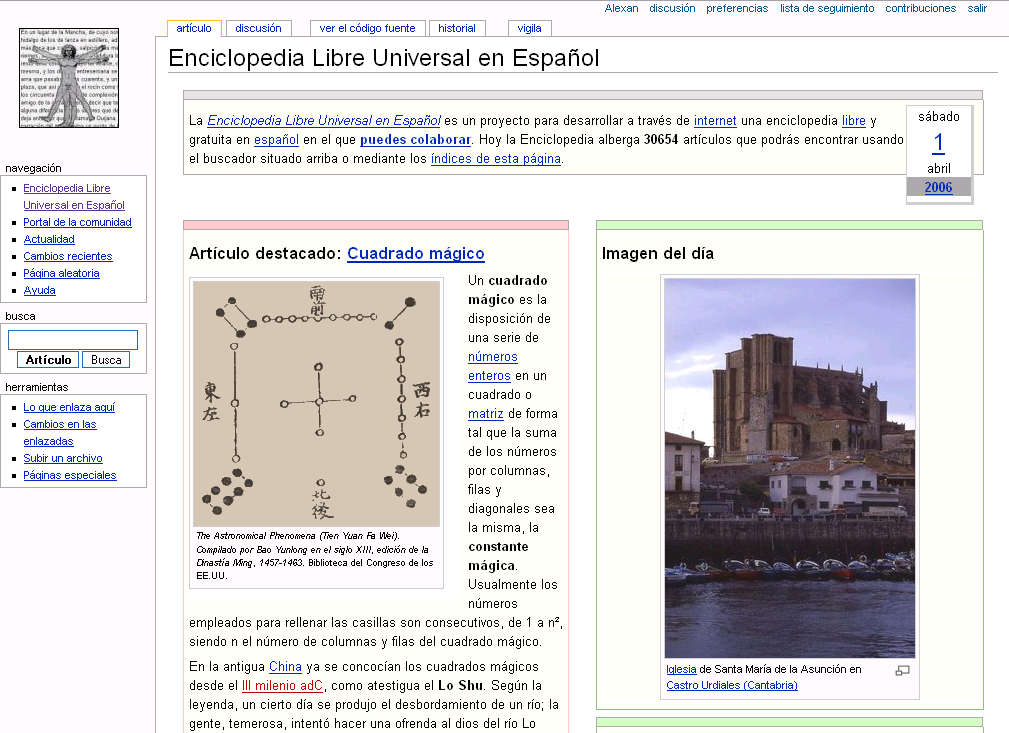
Enciclopedia Libre Screenshot vom 1. April 2006.

Die Enciclopedia Libre Universal en Español ist eine rund 53.000 Artikel umfassende Online-Enzyklopädie in spanischer Sprache, die sich am 26. Februar 2002 von der damals noch jungen spanischsprachigen Wikipedia abspaltete und seither auf Servern der Universität Sevilla betrieben wird.
Auslöser für die Abspaltung war eine Ankündigung des Wikipedia-Mitbegründers und Nupedia-Chefredakteurs Larry Sanger am 13. Februar auf einer Mailingliste der Wikipedia bezüglich seiner künftigen Mitarbeit an den beiden Enzyklopädie-Projekten. Er informierte die anderen Teilnehmer darüber, dass sein Arbeitsvertrag mit der Betreiberfirma Bomis Anfang Februar aufgelöst worden war und er sein Engagement entsprechend einschränken werde. Er schloss eine Rückkehr zu Bomis jedoch nicht aus und verwies darauf, dass sein Gehalt zukünftig eventuell aus Einnahmen aus Werbung auf Wikipedia-Seiten finanziert werden könnte. Edgar Enyedy, ein Mitarbeiter der spanischen Wikipedia, zeigte sich ob dieser Möglichkeit konsterniert, äußerte die Befürchtung, Bomis könnte aus der unentgeltlichen Arbeit der Autoren Profit schlagen, und stellte seine Mitarbeit an der Wikipedia ein. Nachdem sich der Großteil seiner spanischen Kollegen mit ihm solidarisiert hatte und in einen Streik getreten war, entschloss er sich, eine Neugründung einer spanischen Wiki-Enzyklopädie, von Larry Sanger und Jimbo Wales als Fork aufgefasst, zu versuchen.

Artikelzahlen in Enciclopedia Libre (blau) und spanischsprachiger Wikipedia (rot), 2002–2013

Die Arbeit an der spanischen Wikipedia, die erst wenige Tage zuvor (im Februar 2002) der deutschen den Rang der seitenstärksten nicht-englischen Ausgabe abgelaufen hatte, kam in den Monaten nach der Aufspaltung nahezu zum Erliegen, während die Enciclopedia Libre wuchs. Im Herbst des gleichen Jahres wurde auf der internationalen Mailingliste diskutiert, das spanische Wikipedia-Projekt ganz einzustellen und die Enciclopedia Libre an seiner Stelle zu verlinken, während bei der Enciclopedia Libre mit dem Gedanken der Reintegration in die Wikipedia gespielt wurde – beides wurde jedoch nicht durchgeführt. In der zweiten Jahreshälfte 2003 ließ sich erstmals eine Trendwende im Artikelwachstum erkennen. Im April 2004 wiesen beide Projekte etwa den gleichen Umfang auf, danach blieb die Zahl der Artikel und auch die Aktivität der Enciclopedia Libre im Vergleich zur spanischen Wikipedia zurück. Im Juli 2014 hatte die spanischsprachige Wikipedia knapp 23-mal so viele Artikel wie die Enciclopedia Libre. Im August 2014 haben zehn Benutzer in den letzten dreißig Tagen innerhalb der Enciclopedia Libre mindestens eine Bearbeitung durchgeführt (aktive Benutzer), in der spanischsprachigen Wikipedia waren es rund 15.000.  
Ab März/April 2021 war die Bearbeitung der Enciclopedia Libre wegen Software-Problemen nur noch Administratoren möglich. Stand Februar 2025 stammt die letzte gespeicherte Version der Website im Internet Archive vom September 2024.